# Helina straminea
Helina straminea este o specie de muște din genul Helina, familia Muscidae, descrisă de Willi Hennig în anul 1963. Conform Catalogue of Life specia Helina straminea nu are subspecii cunoscute.